# Stenodactylus slevini
Espèce
Synonymes
- Stenodactylus arabicus Haas, 1957
- Stenodactylus haasi Kluge, 1967

Statut de conservation UICN

 LC  : Préoccupation mineure
Stenodactylus slevini est une espèce de geckos de la famille des Gekkonidae.

## Répartition
Cette espèce se rencontre en Jordanie, en Irak, au Koweït, en Arabie saoudite, au Bahreïn, aux Émirats arabes unis et au Yémen.

## Description
Stenodactylus slevini mesure jusqu'à 63 mm, queue non comprise.

## Étymologie
Cette espèce est nommée en l'honneur de Joseph Richard Slevin.

## Taxinomie
Georg Haas en 1957 a décrit deux espèces portant l'épithète arabicus :
- Stenodactylus arabicus qui a été renommé Stenodactylus haasi par Kluge en 1967[3] et qui est un synonyme de Stenodactylus slevini ;
- Trigonodactylus arabicus qui par la suite a été transféré dans le genre Stenodactylus par  Arnold Girard Kluge en 1967[3] qui est donc actuellement appelée Stenodactylus arabicus.

## Publication originale
- Haas, 1957 : Some amphibians and reptiles from Arabia. Proceedings of the California Academy of Sciences, ser. 4, vol. 29, p. 47-86 (texte intégral).